# Quicksilver Highway
Pour plus de détails, voir Fiche technique et Distribution.
Quicksilver Highway est un téléfilm américain, réalisé par Mick Garris, et diffusé pour la première fois en 1997 sur le réseau Fox. Il est basé sur les nouvelles Le Dentier claqueur de Stephen King et Le Corps politique de Clive Barker.

## Résumé
L'excentrique Aaron Quicksilver raconte deux histoires d'horreur à des gens qu'il rencontre. Il conte d'abord à un couple de jeunes mariés l'histoire d'un représentant qui achète un dentier claqueur avant d'être agressé dans sa voiture par un auto-stoppeur. Il provoque un accident et les deux hommes sont bloqués dans la voiture lorsque le dentier s'anime. Quicksilver raconte ensuite à un pickpocket l'histoire d'un chirurgien dont les mains se rebellent contre sa volonté.

## Fiche technique
- Réalisation : Mick Garris
- Scénario : Mick Garris, d'après les nouvelles Le Dentier claqueur de Stephen King et Le Corps politique de Clive Barker
- Photographie : Shelly Johnson
- Montage : Norman Hollyn
- Musique : Mark Mothersbaugh
- Décors : Craig Stearns
- Costumes : Warden Neil
- Production : Mick Garris et Ron Mitchell
- Sociétés de production : 20th Century Fox Television et National Studios
- Pays d'origine : États-Unis
- Langue : anglais
- Genre : horreur, fantastique
- Durée totale : 90 minutes
- Date de première diffusion : 
  -  États-Unis : 13 mai 1997 sur Fox

## Distribution
- Christopher Lloyd : Aaron Quicksilver
- Matt Frewer : Charlie / Dr Charles George
- Raphael Sbarge : Kerry Parker / Bill Hogan
- Missy Crider : Olivia Harmon Parker / Lita Hogan
- Silas Weir Mitchell : Bryan Adams
- Bill Nunn : Len
- Veronica Cartwright : Myra
- Bill Bolender : Scooter
- Amelia Heinle : Darlene
- Clive Barker : l'anesthésiste
- John Landis : l'assistant chirurgien

## Accueil
George Beahm estime dans son livre que « le mélange Barker-King fonctionne à merveille parce qu'il donne aux deux histoires le temps de respirer, de se développer ». Pour Alexandre Bustillo, de Mad Movies, « le constat est en demi-teinte, Quicksilver Highway s'avérant être à l'arrivée un petit pétard mouillé absolument pas à la hauteur de ses deux prestigieux parrains ».